# Anne-Sophie Picard
Pour les articles homonymes, voir  Picard.
 (janvier 2022).
Si vous disposez d'ouvrages ou d'articles de référence ou si vous connaissez des sites web de qualité traitant du thème abordé ici, merci de compléter l'article en donnant les références utiles à sa vérifiabilité et en les liant à la section « Notes et références ».
Anne-Sophie Picard est une actrice française née le 20 novembre 1985.

## Biographie
Anne-Sophie Picard a suivie une formation de comédienne au cours Florent et au studio Pygmalion.

## Filmographie

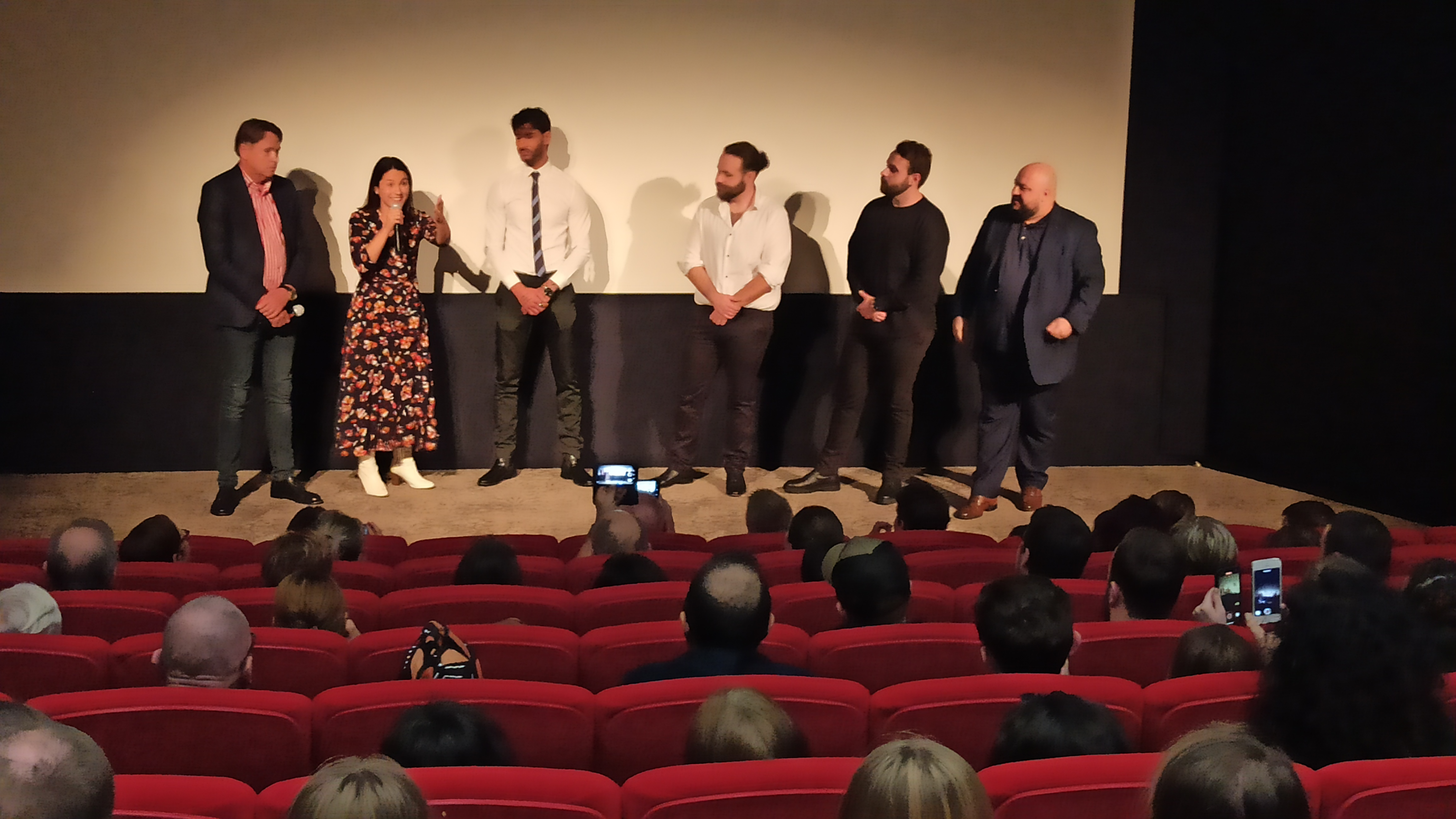
Anne-Sophie Picard, le 29/10/2022 au Tandem à Douai, lors de la première de "Business Class" tourné au Château de Bernicourt réalisé par les frères Ugo et Loris Melcore.

- 2010 : Plus belle la vie (série TV) de Hubert Besson : Shana Amaya
- 2015 : Falco (série TV, saison 3, épisode 6) : Sacrifices), épisode réalisé par Jean-Christophe Delpias : Karine Martinelli
- 2020 : Le Goût du vin (Uncorked) de Prentice Penny

## Théâtre
- 2010 : Un pianiste pour Mimosa, seule en scène de Sandra Surménian, mise en scène Sandra Surmenian, Théâtre Laurette : Mimosa
- 2010 : Fais-moi une place d'Anthony Michineau, mise en scène Anthony Michineau et Jordy Karakassian, Théâtre d'Edgar : Camille
- 2010-2012 : Cendrillon de Caroline Delaittre, mise en scène Julien Alluguette, Vingtième Théâtre : Anastasie
- 2011 : Les Bonnes de Jean Genet, mise en scène Véronique Costa, Théâtre Rutebeuf Clichy : Claire
- 2012/2014 : Le Soldat rose, composé par Louis Chédid, livret Pierre-Dominique Burgaud, mise en scène Corinne et Gilles Benizio alias Shirley et Dino, Théâtre de la Porte Saint-Martin et tournée : Betty Quette
- 2015 : Le Carton de Clément Michel, mise en scène Arthur Jugnot et David Roussel , Théâtre des béliers parisiens : Marine
- 2021 : La Course des Géants de Mélody Mourey, mise en scène Mélody Mourey, Théâtre des béliers parisiens

## Youtube
- 2024 : Le pire stagiaire déménageur (plusieurs épisodes) avec Greg Guillotin : Anne-Sophie Bremond, Directrice de production[2]

## Radio
- 2014 : Nid de guêpe, dans la série Nuits noires, nuits blanches, fiction diffusée sur France Inter réalisée par Laure Egoroff : Lucie
- 2014 : On dormira quand on sera mort de Carine Lacroix, réalisé par Laure Egoroff pour France Culture : Alice
- 2014 : Un long dimanche de fiançailles réalisé par Jean-Matthieu Zahnd pour France Culture : Paulette
- 2015 : L'Éveil du printemps, pièce radiophonique diffusée sur France Inter réalisée par Jean-Matthieu Zahnd : Théa